# Blå laser

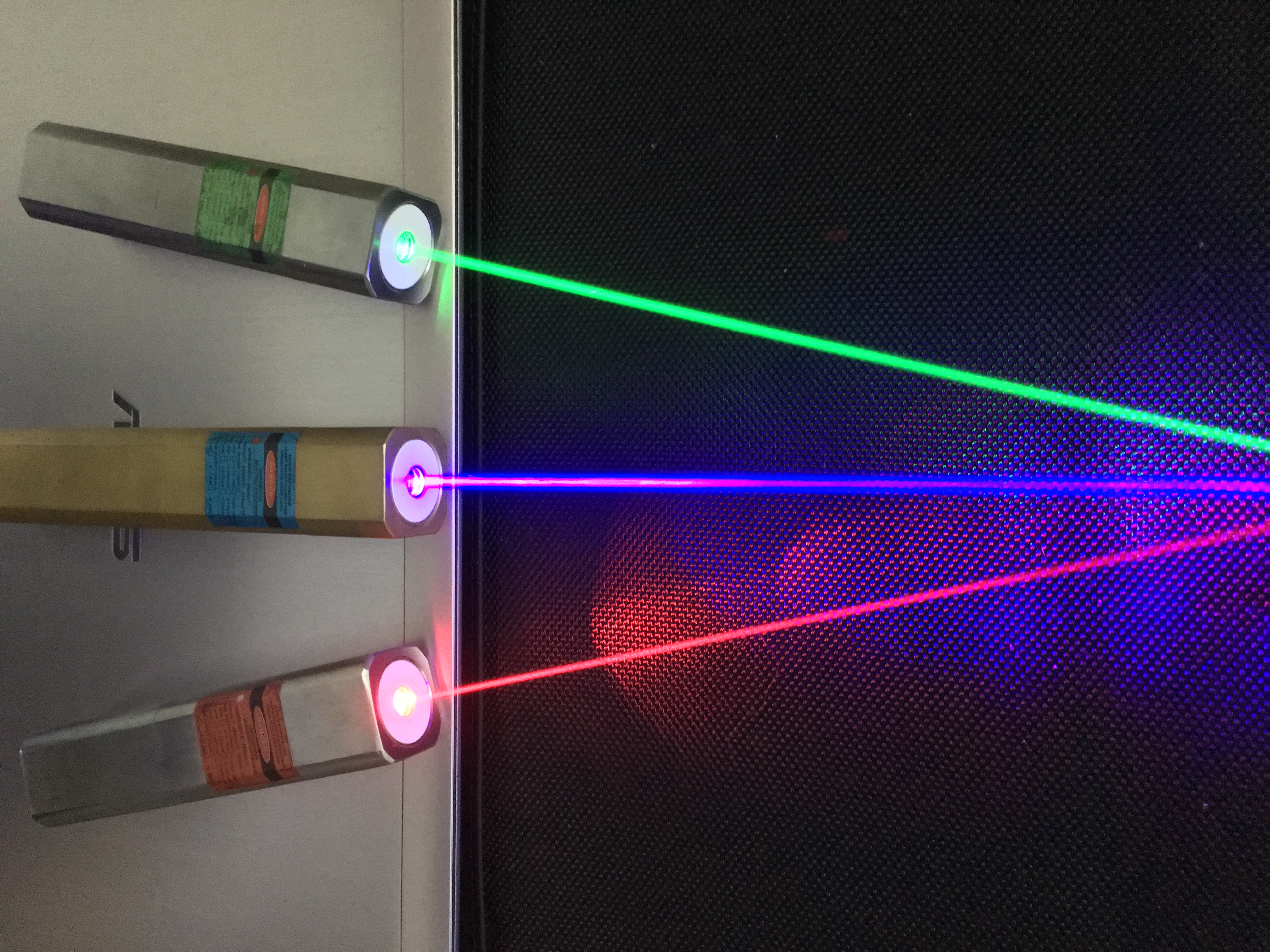
Blå laser (mitten).

En blå laser är en laser som avger elektromagnetisk strålning med en våglängd mellan 360 och 480 nanometer, som det mänskliga ögat uppfattar som blått eller violett.
Blå strålar blir till av helium-kadmium-gaslasrar vid 441.6 nm, och argon-ion-lasrar vid 458 och 488 nm. Halvledarlaser med blå strålar baseras oftast på galliumnitrid (GaN: violett färg) eller indiumgalliumnitrid (som oftast är blå i färgen, men kan producera andra färger). Både blå och violetta lasrar kan också skapas genom att använda frekvensdubblering av infraröda laservåglängder från diodlasrar eller diodpumpade fasta lasrar.
Diodlasrar som avger ljus vid 445 nm börjar bli populära som handhållna lasrar. Lasrar som avger våglängder under 445 nm ser ut att ha färgen violett (men kallas ibland för blå lasrar). Några av de vanligaste kommersiella användningarna av blå laser är diodlasrar som används i blu-ray-apparater som avger 405 nm "violett" ljus, vilket är en tillräckligt kort våglängd för att skapa fluorescens hos vissa kemikalier, på samma sätt som ultraviolett strålning ("svart ljus") gör. Ljus som har en våglängd som är kortare än 400 nm klassificeras som ultraviolett.
Enheter som använder blå laser är bland annat elektrooptiska system och medicinska apparater.